# Province de Tucumán
La province de Tucumán est une province de l'Argentine située au nord-ouest du pays. Elle a pour capitale la ville de San Miguel de Tucumán. La province est connue dans tout le pays sous le surnom de « Jardin de la République »

## Histoire

### Peuples précolombiens
Avant l'arrivée des Espagnols, il y eut dans la province diverse civilisations autochtones parmi lesquelles se distinguent la Culture Candelaria, la Culture Tafí (qui nous a laissé notamment des menhirs) et la Culture Condorhuasi (ce nom récent est d'origine quechua et n'a été donné qu'au XXe siècle).
Bien plus tard c'est la culture Santa María qui s'est développée ici, principalement dans les vallées Calchaquíes, donnant naissance à des petites villes fortifiées telles Quilmes et Tolombón. La culture Santa María correspondit à l'apogée de l'ethnie pazioca (diaguita), ethnie qui habitait la région montagneuse de l'ouest de la province et qui se subdivisait en diverses partialités comme les Calchaquíes, les Quilmes, les Tolombones, les Amaichas, tous sédentaires et occupant toute l'aire montagneuse de l'ouest provincial.
Outre les Diaguitas-Calchaquis, d'autres peuples occupaient la partie orientale de la province (région du Chaco occidental). Juríes ou Xuríes fut la transcription que les Espagnols firent du mot quechua surí, qui en cette langue signifie nandou, expression méprisante que les quechuas donnèrent aux peuples Lule et Toconoté durant leur invasion de la région. Les Lules habitaient la majeure partie de l'est de l'actuelle province de Tucumán, tandis que les Toconotés se situaient à l'ouest de la province de Santiago del Estero.

### Conquête espagnole

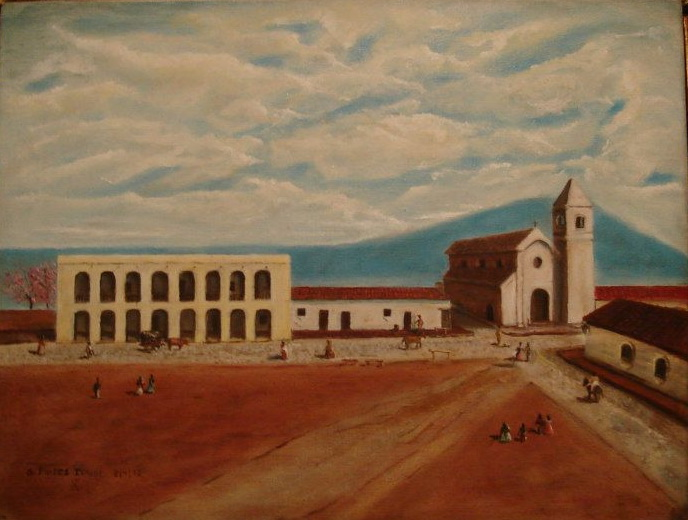
« Tucumán 1812 », huile de Gerardo L. Flores Ivaldi qui représente la place Independencia vers 1812. On y voit le Cabildo de Tucumán et l'église San Francisco, toujours debout.

Ces peuples Diaguitas et Calchaquís avaient atteint un niveau de développement élevé en agriculture, poterie et textile. Diego de Almagro vint en 1533 pour explorer les régions de la Quebrada de Humahuaca et les Vallées Calchaquíes. La cité de San Miguel de Tucumán fut fondée en 1565 par Diego de Villarroel originellement à la sortie sud de la Quebrada del Portugués (cañon du portugais) dans la plaine. La province fut créée en 1564 et nommée Province de Tucumán, Juríes et Diaguitas et gouvernée à ce moment par Francisco de Aguirre. Avec la création du gouvernement en 1566 et de l'évêché en 1570, la région commença à prendre de l'importance. Cependant la route du Pérou au Río de la Plata changea de tracé, et aussi les Indiens calchaquís rendaient la vie difficile. Si bien qu'en 1685, sous l'égide de Fernando Mate de Luna, on décida de transférer et refonder la cité de San Miguel de Tucumán à son emplacement actuel sur le bord du río Dulce.
Cependant, les aborigènes résistaient farouchement. Dès le début de la conquête espagnole, en 1561, les Diaguitas formèrent une grande armée sous le commandement de Juan Calchaquí, et réussirent à repousser les envahisseurs jusqu'à la province de Santiago del Estero. En 1630, une rébellion éclata contre la domination espagnole dans les vallées Calchaquíes. Pendant sept ans, divers groupes diaguitas tinrent la région et notamment le territoire actuel des provinces de Salta et de Tucumán sous leur contrôle, jusqu'à ce que, en 1637, leur dirigeant, le chef Chalamín, fut fait prisonnier. Il fut exécuté mais un second soulèvement débuta en 1658, dirigé cette fois par un Espagnol, Pedro Chamijo mieux connu sous le nom de Inca Hualpa, qui se prétendait descendant d'un Inca. La guerre se prolongea jusqu'en 1666, ravageant toute la région. Bohórquez fut exécuté lui aussi.
À l'ouest de la province, dans la cité de Quilmes, les membres de la partialité ou tribu des Quilmes avaient pu résister durant cent trente ans à l’invasion des Espagnols. Mais en 1667, les Quilmes, avec à leur tête le cacique Martin Iquin, furent finalement défaits. Les Espagnols donnent le nom de « Fuerte de San Francisco de Los Quilmes » à la Cité Sacrée . Afin d'éviter de nouvelles rébellions, les Espagnols divisèrent et déracinèrent les Diaguitas. Ainsi la plus grande partie des Quilmes, furent déportés depuis Tucumán jusqu'à Buenos Aires, plus précisément dans la localité de Quilmes qui porte aujourd'hui leur nom. 
Jusqu'en 1814, le mot Tucumán ou El Tucumán était donné par les Espagnols à un territoire étendu qui comprenait du nord au sud les territoires et les provinces actuelles de Tarija, Jujuy, Salta, Catamarca, la province actuelle de Tucumán, Santiago del Estero, La Rioja, San Juan, Córdoba, San Luis et Mendoza. Le tout fit partie de la vice-royauté du Río de la Plata à partir de 1776. Dans la vice-royauté, cette grande région était divisée en deux intendances : celle de Salta del Tucumán qui incluait Salta, Tarija, Jujuy, l'actuelle Tucumán, Catamarca et Santiago del Estero, et celle de Córdoba del Tucumán qui incluait Córdoba, San Luis, Mendoza, San Juan, La Rioja et quelques petits secteurs occidentaux de l'actuelle province de Santa Fe. La province donna son appui à Manuel Belgrano en 1812.

### République d'Argentine (depuis 1816)
En juillet 1816, un congrès réuni à San Miguel de Tucuman déclare l'Indépendance de l'Argentine face à l'Espagne.
Entre 1975 et 1977, la province se retrouve au cœur de l'Operativo Independencia, une opération militaire d'envergure voulant mater une guérilla d'inspiration marxiste et guévariste.

## Géographie

### Situation
Elle fait partie de la région Grand nord argentin et est limitée au nord par la province de Salta, à l'est par celle de Santiago del Estero et à l'ouest par celle de Catamarca.

### Description

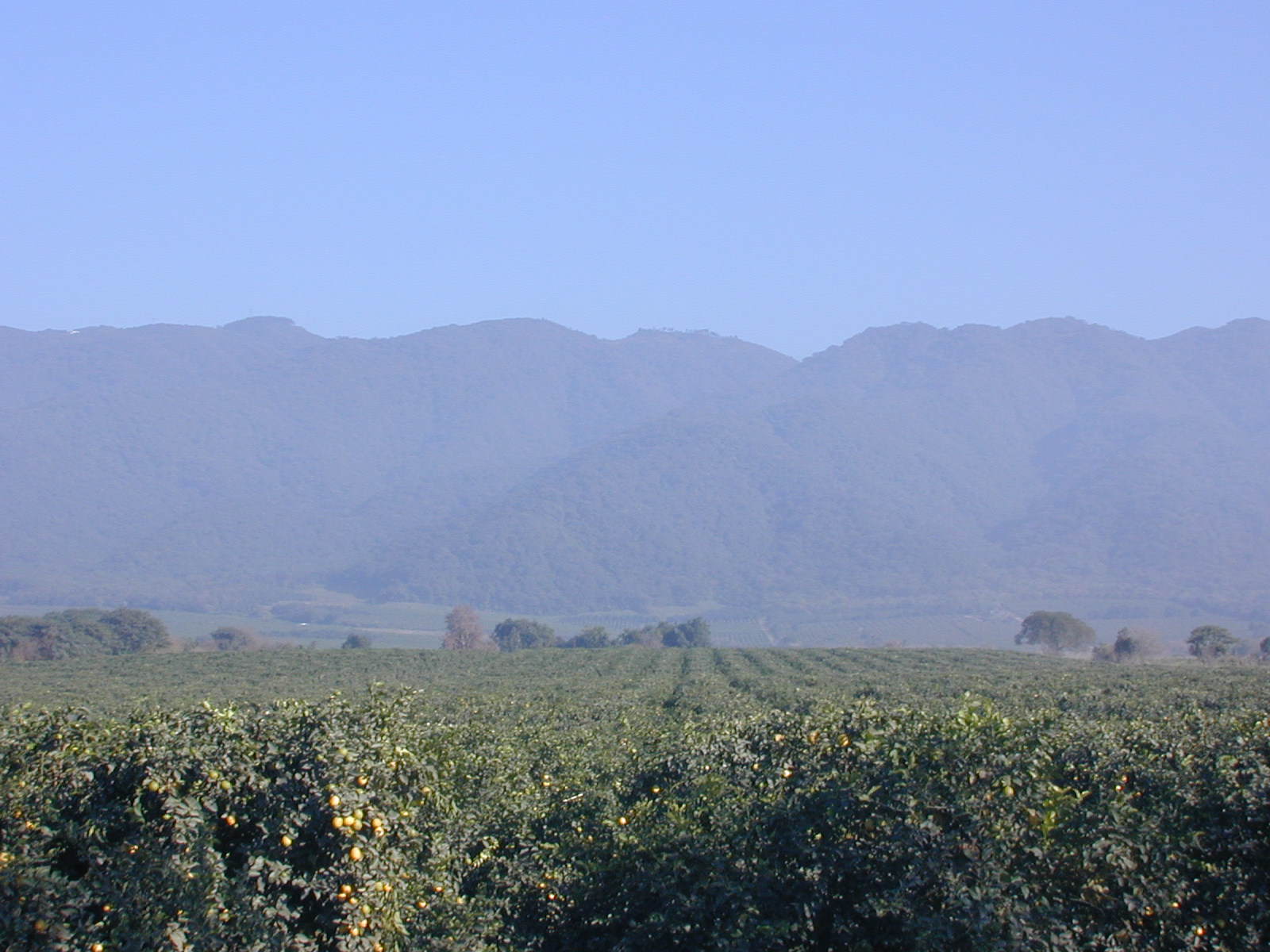
Sierra de San Javier (1876 mètres).

Avec 22 524 km2, la province est la moins vaste de l'Argentine. Elle est divisée en deux régions :
- À l'est, des plaines qui forment une partie de la région du Chaco (à ne pas confondre avec la province du même nom).
- À l'ouest, se dresse une des chaînes des Sierras pampéennes. Dans ces montagnes, on retrouve les Vallées « Calchaquíes » et surtout la Sierra del Aconquija.

Les plus hauts sommets de la province s'y trouvent en effet. Ce sont les monts « del Bolsón » qui culmine à 5 550 mètres et le pic des deux Lagunes (ou pic des Condors) à 5 450 mètres.
La Sierra del Aconquija (es), comme toutes les sierras pampéennes, est constituée de très vieilles roches d'il y a quelque 500 millions d'années. Elle est une partie du bord sud-ouest du bouclier brésilien largement surélevé par la collision entre la plaque continentale sud-américaine et la plaque océanique de Nazca, laquelle progresse sous les Andes et le plateau brésilien (phénomène de subduction) au rythme de 7,5 cm par an. De ce choc est née la cordillère des Andes à l'ouest, et progressivement la surélévation du rebord du bouclier brésilien un peu à l'est des Andes.
Un peu plus à l'est de la Sierra del Aconquija se dresse la Sierra de San Javier, autre sierra pampéenne. Beaucoup moins élevée que la précédente (1 876 mètres au Cerro San Javier, point culminant), elle s'étend du sud au nord, à peu de distance de la capitale qu'elle domine du côté nord. Au-delà vers l'est s'étendent les vastes plaines du Chaco.

## Voies d'accès

### Voies routières
Par la route, on rejoint facilement la province et sa capitale, en empruntant la route nationale 9, qui va du sud vers le nord. Cette grand-route totalement asphaltée et comportant une bonne portion autoroutière relie les trois villes les plus peuplées du pays, Buenos Aires, Rosario et Córdoba ainsi que Santiago del Estero, à la ville de San Miguel de Tucumán, puis continue au nord vers Salta, San Salvador de Jujuy, et se poursuit en Bolivie.
Toujours dans le sens nord-sud, on peut aussi emprunter la route nationale 38 qui traverse la province, et met ainsi la ville de San Miguel de Tucumán en communication au sud-est avec les capitales provinciales de Catamarca puis de La rioja, pour continuer vers Patquía, et aboutir en province de San Juan, via la route nationale 150 aux environs de San José de Jáchal sur la RN 40.
La troisième grand-route sud-nord est précisément cette route nationale 40, grande voie touristique, qui parcourt, parallèlement à la RN 38, l'extrême ouest de la province sur un très court parcours le long du río Santa María. Elle permet un accès facile aux sites archéologiques de San Pedro de Colalao et des ruines de Quilmes, tous deux situés sur son trajet.
Transversalement, à l'extrême sud de la province (département de La Cocha), la route nationale 64 en direction de l'est, relie la route nationale 38 au centre de la province de Santiago del Estero (à La Banda à peu de distance de Santiago del Estero) sur la Route nationale 34.
Toujours transversalement, et de première importance, la route provinciale 307 traverse la sierra del Aconquija en empruntant le profond défilé montagneux de la Quebrada de Los Sosa. Elle unit les villes de Tucumán et Acheral à Tafí del Valle, et se termine après 120 km, à Amaicha del Valle, dans les Vallées Calchaquíes, c'est-à-dire dans la vallée du río Santa María .

### Voie aérienne

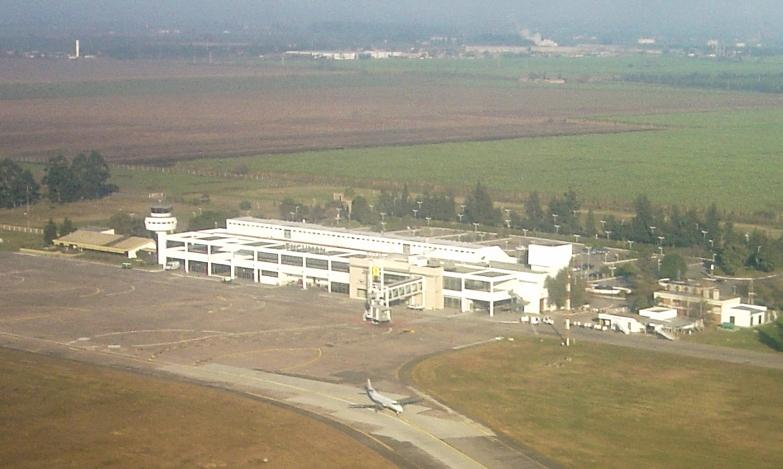
Aéroport de San Miguel de Tucumán.

L'aéroport de Tucumán (Aeropuerto Internacional Teniente Benjamín Matienzo) se trouve à 12 km à l'est de la ville dans le département de Cruz Alta. Il fut inauguré en 1984. De là partent et arrivent des vols réguliers vers et depuis Buenos Aires, Córdoba, San Salvador de Jujuy, Santiago du Chili, et Lima au Pérou. Ces connexions internationales impliquent qu'il n'est pas toujours nécessaire de voyager vers Buenos Aires (Aéroport international d'Ezeiza) pour quitter le pays. De plus en période estivale, il existe des vols directs vers Villa Gessel et Florianópolis au Brésil.
La longueur de piste de cet aéroport est de 3 500 mètres. Le nombre de passagers en 2017 se montait à 567 310 personnes dont 22 705 à l'international.

### Voie ferroviaire
La ville de Tucumán est desservie par le Chemin de fer General Bartolomé Mitre dont elle est le point terminal. La gare fut inaugurée en 1891, et possède de belles garnitures en fer forgé. Le chemin de fer unit la ville avec notamment Rosario et Buenos Aires.

## Villes principales
- San Miguel de Tucumán (Gran San Miguel de Tucumán (es) : 794 325 habitants en 2010). La ville possède de nombreux bâtiments historiques. À noter aussi l'existence en banlieue du Parque Sierra San Javier, aire protégée de 14 174 hectares — bien plus vaste que Paris intra muros avec ses 9 000 hectares —, véritable « École de la Nature ».
  - Le Parque 9 de Julio (es) à San Miguel de Tucumán contient de beaux souvenirs historiques.
- Banda del Río Salí (63 226 hab.) fait partie de l'agglomération du grand Tucumán.
- Concepción (49 782 hab.), chef-lieu du département de Chicligasta. Elle est située au centre-sud de la province, sur la rive du río Gastona, et sur la route nationale 38.
- Tafí Viejo (39 601 hab.) se trouve à 20 km au nord-ouest de San Miguel de Tucumán. C'est la capitale nationale du citron, étant donné qu'elle est au centre de la plus vaste région productrice et exportatrice de ce fruit dans le monde. Chaque année a lieu le Festival Nacional del Limón (du citron).

### Autres villes
- Villa Nougues (es)
- Yerba Buena (57 392 habitants en 2010), localité située à l'ouest de San Miguel de Tucumán. Elle fait partie de la grande agglomération du grand San Miguel de Tucumán. On y trouve la réserve Horco Molle, ainsi que le campus central de l'Universidad del Norte Santo Tomás de Aquino. La ville est constituée principalement de secteurs résidentiels (chalets, quartiers fermés et country clubs) de niveau économique moyen à élevé. Son centre gastronomique se développe principalement le long de l'Avenida Aconquija. En suivant cette grande artère, on aboutit au sommet de Cerro San Javier (à 25 km du centre), où a été érigée la statue monumentale du Cristo Bendicente. Sur les hauteurs qui dominent Yerba Buena à l'ouest se trouve la réserve naturelle de Loma Bola, une base de départ pour effectuer des vols en parapente.
- Aguilares (32 908 hab.)
- Monteros (23 274 hab.)
- Tafí del Valle (3 403 hab.)

## Climat

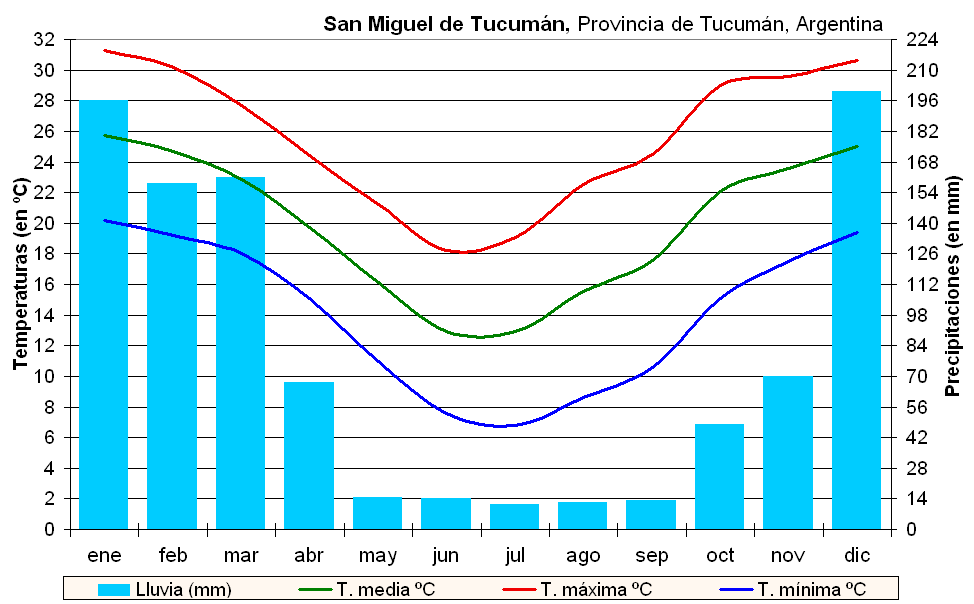
Climogramme de San Miguel de Tucumán.

Les cordons montagneux de la Sierra del Aconjica retiennent et font s'élever les vents humides provenant de l'Atlantique. La condensation qui s'ensuit dans ces hauteurs provoque des pluies avec des accumulations de plus de 1 000 mm par an sur les flancs orientaux de la Sierra. Au-delà, plus à l'ouest, les vents en grande partie desséchés n'apportent plus que peu de pluie et le climat devient sec, voire semi-aride.
| Mois                     | jan.  | fév.  | mars | avril | mai  | juin | jui. | août | sep. | oct. | nov. | déc.  | année |
| ------------------------ | ----- | ----- | ---- | ----- | ---- | ---- | ---- | ---- | ---- | ---- | ---- | ----- | ----- |
| Température moyenne (°C) | 25,3  | 24,2  | 22,2 | 19,1  | 15,5 | 12,2 | 12,1 | 14,7 | 17,1 | 21,6 | 23,2 | 24,9  | 19,3  |
| Précipitations (mm)      | 196,2 | 158,1 | 161  | 67,2  | 14,7 | 14   | 11,4 | 12,4 | 13,3 | 47,8 | 69,8 | 200,4 | 966,3 |

Précipitations relevées à Tafí Viejo, au centre de la province, à 591 mètres d'altitude :
| Mois                | jan. | fév. | mars | avril | mai | juin | jui. | août | sep. | oct. | nov. | déc. | année |
| ------------------- | ---- | ---- | ---- | ----- | --- | ---- | ---- | ---- | ---- | ---- | ---- | ---- | ----- |
| Précipitations (mm) | 201  | 163  | 175  | 89    | 38  | 24   | 15   | 12   | 19   | 70   | 113  | 151  | 1 070 |

## Hydrographie
Au nord-ouest, une des grandes vallées Calchaquíes est parcourue, du sud vers le nord, par le río Santa María, appartenant au bassin du Río Salado del Norte, affluent du Paraná. Le reste du territoire de la province fait partie du bassin endoréique du río Dulce.
Au sud-est sur le río Dulce se trouve le lac de retenue de Río Hondo. Plus au nord se retrouvent les réservoirs d' « El Cadillal », sur la río Dulce ou río Salí, de « La Angostura », sur le río de los Sosa et la retenue d'Escaba après la confluence des deux branches-source du río Marapa. Pour sa part la nimbosilva (forêt à nuages), des versants montagneux orientaux, est un réservoir hydrique fondamental, car la dense végétation dont ils sont couverts agit comme une éponge qui maintient fixée et condensée l'humidité des nuages ou de strates quasi constantes de nuages appelés baritú. La nimbosilva se situe en plein domaine des yungas méridionales.
Les neiges éternelles des hauteurs supérieures à 3 500 m exercent aussi une très importante fonction de réservoir d'eau douce de montagne. Pratiquement la totalité des eaux de pluie issues du côté oriental des sommets Calchaquís et de la Sierra del Aconquija (dont le point culminant est le Nevado del Candado de 5 450 m) apportent leurs eaux au río Dulce ou río Salí, un des deux plus importants cours d'eau du Nord-ouest argentin (ou NOA). Ce cours d'eau est en effet l'axe structurant de la province de Tucumán depuis les temps anciens. À la limite entre les provinces de Tucumán et de Santiago del Estero se trouve le lac de barrage assez étendu de Río Hondo qui contient les eaux que lui apportent le río Salí et ses abondants affluents principaux, comme le Gastona, le Marapa, le Río Chico, San Francisco, Mixta, etc.

## Aires naturelles protégées
La province de Tucumán possède en tout un total de 411 910 ha de zones protégées. Ce sont :
- Le parc national Campo de los Alisos, d'une superficie de 160 km2, le parc s'étend en écharpe en direction est-ouest, au sud-ouest de la province jusqu'aux abords de la province de Catamarca. Il protège la forêt de type nimboselve, les forêts de montagne et le biome altoandin.
- La réserve forestière La Florida (es) (170 km2)
- Le parc provincial Los Ñuñorcos (es) (160 km2)
- La Quebrada del Portugués (120 km2)
- Le parc provincial Aconquija (es) (226 ha, ce qui n'est qu'une petite superficie). Mais deux espaces protégés, le parc Sierra San Javier (142 km2) et la réserve Horco Molle (200 ha), intègrent désormais l'aire protégée.
- Le parc provincial Ibatín
- Le parc provincial Cumbres Calchaquíes (820 km2)
- La Quebrada de Los Sosa (890 ha)
- La reserve provincial Santa Ana (185 km2)
- La réserve natural Aguas Chiquitas (29 km2)
- La réserve provinciale La Angostura (es) (1 148 ha), réserve naturelle stricte, se trouvant près de la localité d'El Mollar, dans le département de Tafí del Valle[7]. À proximité se trouve la Réserve archéologique Los Menhires.
- La réserve archéologique Los Menhires (es).

## Flore

### Yungas du Tucumán ou Nimboselve
Les précipitations abondantes du flanc orientale de la Sierra, donnent naissance à une zone de végétation luxuriante qui a donné à la province de Tucumán le surnom de « Jardin de la République ». Cette zone de végétation abondante est une nimboselve (forêt à nuages) qui fait partie de la Selva Tucumanotarijeña (forêt de Tucumán à Tarija en Bolivie) ou région des yungas méridionales.
Dans la province de Tucumán cette formation phytogéographique s'échelonne en étages d'altitude. Les étages les plus bas sont formés de forêt pluviale chaude et subtropicale comprenant une grande quantité d'espèces : parmi les arbres, citons le tipa (Tipuana tipu), le tarco ou Jacaranda mimosifolia, le cebil (Anadenanthera colubrina), le molle (Schinus molle), le horco (Schinopsis haenkeana (es)), le celtis tala, le chorisia ou yuchán, le guayacán (Caesalpinia paraguariensis (en)), le caspi (Pisonia ambigua (es)), l'erythrina crista-galli ou ceibo, le geoffroea decorticans ou chañar, le tabebuia ou lapacho, le laurel (Cinnamomum porphyrium (es)), des fougères arborescentes.
On peut en plus trouver dans ces yungas le pacará (Enterolobium contortisiliquum), l'arrayan (Eugenia uniflora), le nogal (juglans regia) des cèdres, l'horco molle (Blepharocalyx salicifolius) et le pseudomato (Myrcianthes pseudomato).
Parmi les abondantes espèces arbustives florales qui ont donné lieu à ce que la province soit
appelée El Jardín de la República, il faut mentionner jasmins, chèvrefeuilles,
estrellas federales, passiflora ou pasionarias, tacos de reina, orchidées, campanillas, malvones, etc.
Dans les étages intermédiaires, à des altitudes qui vont de 1 300 à près de 3 500 mètres, on rencontre des bois frais d'altitude, parmi lesquels prévalent les bois autochtones d'aulnes ou aliso, de pins pino del cerro et de noyers.
Au sein même de la ville de Yerba Buena dans la banlieue ouest de San Miguel de Tucumán - territoire recouvert jusque vers 1900 par la forêt de piémont des yungas, formation poussant entre 350 et 700 m d'altitude -, dans le parc Percy Hill poussent quelque 21 espèces d'arbres, dont le tarco ou flamboyant bleu (Jacaranda mimosifolia), le tipa blanca (Tipuana tipu), le laurel tucumano (Cinnamomum porphyrium (es)), le cebil colorado (Anadenanthera colubrina), le naranjillo (Platonia insignis), le sachapera, (une variété d' Acanthosyris), le horco molle ou arrayán (Blepharocalyx salicifolius (es)), le palo borracho (Chorisia), le nogal (Juglans regia), le pacará (Enterolobium contortisiliquum), le San Antonio (Myrsine laetevirens (es)), l'ombú ou raisinier dioïque (Phytolacca dioica), le viraró (Ruprechtia salicifolia), le tabaquillo (Polylepis australis) et le lapacho (Tabebuia), entre autres.
Au-delà des 3 500 à 4 000 m, on trouve des prairies froides de montagnes, puis les neiges éternelles.

### Région chaquéenne
Dans les régions plates et sèches orientales, la flore est adaptée à des périodes prolongées de sècheresse. On trouve dès lors des arbres au bois très dur. Parmi eux le quebracho, le palo santo (Bulnesia sarmientoi), le guayacán, le lapacho (Tabebuia), des espèces de prosopis ou algarrobos (comme l'algarrobo blanco (prosopis alba, l'algarrobo negro (prosopis nigra), le ñandubay ou espinillo (prosopis affinis), l'algarrobillo espinoso (prosopis abbreviata), l'alpataco (Prosopis alpataco) et le vinal (Prosopis ruscifolia) et de Chorisia (yuchán (Chorisia chodatii), samohú (Ceiba speciosa)), l'urunday (Astronium balansae), le mistol (Ziziphus mistol (es)), le vinal (Prosopis ruscifolia) et le palmier caranday (Trithrinax campestris). On trouve aussi des cactacées comme l' Opuntia monacantha.

## Faune

### Mammifères
La faune de la province, notamment au sein du parc national Campo de los Alisos, est représentée par le guanaco (Lama guanicoe), la loutre à longue queue (Lontra longicaudis), le chat des Andes (Leopardus jacobitus), la ranita montana (Telmatobius ceiorum), très menacée, l'ocelot (Leopardus pardalis), entre autres.
On trouve dans la province différents mammifères carnivores, dont le puma, le renard des savanes (Cerdocyon thous), le coatí (Nasua nasua), le renard gris d'Argentine (Lycalopex gymnocercus), le jaguarondi (Puma yagouaroundi), le raton crabier (Procyon cancrivorus), le chat de Geoffroy (Leopardus geoffroyi) et l'ocelot (Leopardus pardalis).

### Oiseaux
La province, vue sa grande diversité de zones phytogéographiques, possède une faune ornithologique d'une grande richesse et fait dès lors partie des aires importantes pour la conservation des oiseaux en Argentine.
On constaté la présence de la pava de monte (Penelope obscura), d'oiseaux aux habitudes aquatiques comme la merganette des torrents (Merganetta armata) et la grande Aigrette (Ardea alba), de la pione de Maximilien (Pionus maximiliani), de l'amazone à front bleu (Amazona aestiva) et de la conure mitrée (Psittacara mitratus), de rapaces comme la buse tricolore (Geranoaetus polyosoma) ou le caracara huppé (Caracara plancus), et de dizaines d'espèces de Passeriformes.
Dans la réserve de la Quebrada de Los Sosa 115 espèces d'oiseaux ont été recensées, avec la possibilité que ce chiffre augmente grâce à des observations ultérieures plus poussées.

On doit souligner la présence d'espèces menacées endémiques comme l'onoré fascié (Tigrisoma fasciatum) et le cincle à gorge rousse (Cinclus schulzi). On y rencontre fréquemment outre la merganette des torrents déjà citée, le tohi citrin (Atlapetes citrinellus).
On a remarqué la présence du martinet des Andes (Aeronautes andecolus), de l'érione à front bleu (Eriocnemis glaucopoides), de l'ariane à ventre blanc (Amazilia chionogaster), du pic à dos crème (Campephilus leucopogon), du cardinal à dos noir (Pheucticus aureoventris), parmi bien d'autres.
Le parc provincial Los Ñuñorcos, est une zone de plus ou moins 15,000 hectares, située au centre-ouest de la province, appuyée contre les sierras del Aconquija et comprenant la région sud du Valle del Tafí. Son relief est constitué de ravins profonds et étroits d'orientation nord-sud. Le climat y est rude et fort humide, les précipitations estivales atteignant dans la zone de la Quebrada del Portugués, les 3,000 mm annuels.
Dans ce parc l'avifaune est extrêmement riche. On y a enregistré la présence du condor des Andes (Vultur gryphus), de la colombe de Moreno (Metriopelia morenoi), de l'amazone de Tucuman (Amazona tucumana), de l'érione à front bleu (Eriocnemis glaucopoides), du martinet de Rothschild (Cypseloides rothschildi), du synallaxe à queue marbrée (Asthenes maculicauda), du mérulaxe bridé (Scytalopus superciliaris), du gaucho à queue blanche (Agriornis albicola), de l'élénie bruyante (Elaenia strepera), du cincle à gorge rousse (Cinclus schulzi), du chipiu de Tucuman (Compsospiza baeri), de l'idiopsar à queue courte (Idiopsar brachyurus) et du tohi citrin (Atlapetes citrinellus). Il faut y ajouter le pic des rochers (Colaptes rupicola), le pitajo d'Orbigny (Ochthoeca oenanthoides), le colibri d'Estelle (Oreotrochilus estella), le synallaxe à front rayé (Phacellodomus striaticeps) et le phrygile à dos roux (Phrygilus dorsalis).
On remarque en outre la présence du taurillon à bec jaune (Anairetes flavirostris), du pipit à plastron (Anthus furcatus), du synallaxe de d'Orbigny (Asthenes dorbignyi), du synallaxe des rocailles (Asthenes modesta), de l'attagis de Gay (Attagis gayi), du toui à bandeau jaune (Bolborhynchus aurifrons), de la cataménie terne (Catamenia inornata), du cinclode à ailes blanches (Cinclodes atacamensis).
Dans la même région, au sein de le réserve naturelle stricte Quebrada del Português, on peut admirer le taurillon à bec jaune (Anairetes flavirostris), le pipit à plastron (Anthus furcatus), le synallaxe de d'Orbigny (Asthenes dorbignyi), le synallaxe des rocailles (Asthenes modesta), le tohi citrin (Atlapetes citrinellus), l'attagis de Gay (Attagis gayi), le toui à bandeau jaune (Bolborhynchus aurifrons), la cataménie terne (Catamenia inornata), le cinclode à ailes blanches (Cinclodes atacamensis), le pic des rochers (Colaptes rupicola), le chipiu de Tucuman (Compsospiza baeri), la géositte à ailes rousses (Geositta rufipennis), l'idiopsar à queue courte (Idiopsar brachyurus), la colombe aymara (Metriopelia aymara), la colombe de Moreno (Metriopelia morenoi), le dormilon cendré (Muscisaxicola cinereus), le tinamou orné (Nothoprocta ornata), le tinamou de Darwin (Nothura darwinii), l'upucerthie à bec droit (Ochetorhynchus ruficaudus), le Pitajo d'Orbigny (Ochthoeca oenanthoides), le colibri d'Estelle (Oreotrochilus estella), le synallaxe de Lafresnaye (Phacellodomus striaticeps), le caracara montagnard (Phalcoboenus megalopterus), le phrygile à dos roux (Phrygilus dorsalis), le phrygile petit-deuil (Phrygilus fruticeti), le phrygile gris-de-plomb (Phrygilus unicolor), le rara du Paraguay (Phytotoma rutila), le chipiu à flancs roux (Poospiza hypochondria), le thinocore de d'Orbigny (Thinocorus orbignyianus), l'upucerthie des buissons (Upucerthia dumetaria).

### Reptiles
Parmi les différents reptiles, on observe la yarará chica (Bothrops neuwiedi), le faux corail de rombos (Oxyrhopus rhombifer), le tégu rouge (Salvator rufescens), etc.
Sur le territoire de la province on trouve les deux espèces différentes de boa : le Boa constrictor occidentalis et l'Epicrates alvarezi. Présent également et dangereux car très agressif, le crotale cascabelle austral (Crotalus durissus terrificus).

### Amphibiens
Les amphibiens sont nombreux dans les zones humides de la province (les Yungas) et aussi dans le Chaco de l'est. On y trouve des grenouilles Physalaemus biligonigerus, Pleurodema borellii, plusieurs espèces de Leptodactylus (Leptodactylus chaquensis, Leptodactylus fuscus, Leptodactylus gracilis, Leptodactylus latrans, Leptodactylus mystacinus, Leptodactylus latinasus). On observe également plusieurs espèces des genres Hyla, Scinax (Scinax fuscovarius) et Oreobates (notamment Oreobates discoidalis.
On observe aussi les crapauds Rhinella schneideri ou Bufo paracnemis et Rhinella arenarum.

## Région Grand nord argentin

En rouge, la région Grand nord argentin

Un traité interprovincial de création de la Región Norte Grande Argentino (Région Grand nord argentin), a été signé dans la ville de Salta, le 9 avril 1999, entre les provinces de Catamarca, Corrientes, Chaco, Formosa, Jujuy, Misiones, Tucumán, Salta et Santiago del Estero.
L'objet primordial de ce traité est la création de la Región Norte Grande et la concrétisation de l'intégration des provinces du Nord-Ouest Argentin (NOA) et du Nord-Est Argentin (NEA), afin d'atteindre dans la réalité un système effectif de consensus et d'action conjointe entre les états signataires. Le Conseil Régional du Norte Grande est l'organisme suprême de gouvernement régional, composé de l' Assemblée des Gouverneurs, de la Junte Exécutive et du Comité Coordinateur. Ce dernier est constitué par un représentant du NOA et un autre du NEA, les deux étant de plus membres de la Junte Exécutive. La Commission Exécutive Interministérielle d'Intégration Régionale coordonne le processus d'intégration à partir des directives des organes supérieurs déjà mentionnés.

## Politique et administration

### Gouvernement
La Constitution provinciale date du 6 juin 2006. Le pouvoir exécutif est exercé par un gouverneur élu au suffrage universel pour quatre ans, assisté d'un gouvernement de huit membres. Juan Luis Manzur, du Parti justicialiste, est gouverneur de Tucuman depuis le 29 octobre 2015.
Le pouvoir législatif est représenté par lHonorable Législature de Tucuman composé de 49 membres élus au suffrage universel pour quatre ans.

### Division administrative
La province est divisée en 17 départements.
| No. | Département           | Superficie (km2) | Population (2010) | Chef-lieu             | Carte des départements |
| --- | --------------------- | ---------------- | ----------------- | --------------------- | ---------------------- |
| 1   | Burruyacú             | 3 605            | 36 951            | Burruyacú             |                        |
| 2   | Capitale              | 90               | 548 866           | San Miguel de Tucumán |                        |
| 3   | Chicligasta           | 1 267            | 80 735            | Concepción            |                        |
| 4   | Cruz Alta             | 1 255            | 180 499           | Banda del Río Salí    |                        |
| 5   | Famaillá              | 427              | 34 542            | Famaillá              |                        |
| 6   | Graneros              | 1 678            | 2 654             | Graneros              |                        |
| 7   | Juan Bautista Alberdi | 730              | 30 237            | Juan Bautista Alberdi |                        |
| 8   | La Cocha              | 917              | 19 002            | La Cocha              |                        |
| 9   | Leales                | 2 027            | 54 949            | Bella Vista           |                        |
| 10  | Lules                 | 540              | 68 474            | Lules                 |                        |
| 11  | Monteros              | 1 169            | 63 641            | Monteros              |                        |
| 12  | Río Chico             | 585              | 56 847            | Aguilares             |                        |
| 13  | Simoca                | 1 261            | 30 876            | Simoca                |                        |
| 14  | Tafí del Valle        | 2 741            | 14 933            | Tafí del Valle        |                        |
| 15  | Tafí Viejo            | 1 210            | 92 645            | Tafí Viejo            |                        |
| 16  | Trancas               | 2 862            | 17 371            | Trancas               |                        |
| 17  | Yerba Buena           | 160              | 76 076            | Yerba Buena           |                        |
|     | Total province        | 22 524           | 1 448 200         | San Miguel de Tucumán |                        |

## Démographie
Depuis 1895, la population de la province a évolué comme suit :
|                     | 1895      | 1914      | 1947       | 1960       | 1970       | 1980       | 1991       | 2001       | 2010       |
| ------------------- | --------- | --------- | ---------- | ---------- | ---------- | ---------- | ---------- | ---------- | ---------- |
| Province de Tucumán | 215 742   | 332 933   | 593 371    | 773 972    | 765 962    | 972 655    | 1 142 105  | 1 338 523  | 1 448 200  |
| Total Argentine     | 4 044 911 | 7 903 662 | 15 893 811 | 20 013 793 | 23 364 431 | 27 949 480 | 32 615 528 | 36 260 130 | 40 091 359 |

D'après l'INDEC (Institut argentin des statistiques et des recensements), en 2010, la population était estimée à 1 448 200 habitants.
En 1838, la population, évaluée à 51 000 habitants, représentait pas moins de 7,6 % de la population du pays peuplé alors de quelque 674 000 âmes. Tout au long du XIXe siècle, la part relative de la province n'avait fait que baisser, phénomène normal lié à l'intense immigration dans les autres vastes provinces du pays. En 1895, dans cette province peu étendue, guère plus de la moitié de la Suisse, il y avait 215 742 habitants qui peuplaient ce territoire, soit un peu plus de 5 % de la population argentine. La croissance a continué à un rythme ralenti jusqu'au début des années 1970.
Dès les années 1970, on remarque que la population de la province a régulièrement augmenté, même, en pourcentage, légèrement plus que l'ensemble du pays. Enfin, la natalité observée dans la province laisse entrevoir, sauf imprévus économiques, une poursuite de la croissance démographique dans les prochaines années, voire décennies.

### Évolution prévue jusque 2040
D'après les dernières évaluations de l'INDEC (prévisions portant sur la période 2010-2040), il y aurait 1 654 388 habitants dans la province en 2018, c'est-à-dire une augmentation de l'ordre de plus de 25 000 personnes annuellement durant cette période de huit ans, ce qui confirme la croissance rapide de la population observée ces dernières décennies depuis 1970, croissance nettement supérieure à celle de la totalité du pays. À l'horizon 2040, l'INDEC prévoit une population de 2 043 560 habitants, soit une augmentation de quelque 595 000 habitants entre 2010 et 2040, soit plus de 40% de hausse en 30 ans, rythme nettement supérieur aux prévisions faites pour l'ensemble du pays (30% en trente ans).
Résumé de l'évolution du chiffre de la population, selon les prévisions de l'INDEC, concernant les prochaines décennies jusque 2040 :
|                     | 2001       | 2010       | 2020       | 2030       | 2040       |
| ------------------- | ---------- | ---------- | ---------- | ---------- | ---------- |
| Province de Tucumán | 1 338 523  | 1 448 200  | 1 694 656  | 1 882 275  | 2 043 560  |
| Total Argentine     | 36 260 130 | 40 091 359 | 45 376 763 | 49 407 265 | 52 778 477 |

## Économie
La base de l'économie provinciale est l'agriculture : canne à sucre, culture de citron, fraises, kiwis, haricots secs, haricots frais, piments, et haricots verts (chauchas). Il y a aussi des cultures de maïs, sorgo, luzerne et soja. Depuis les années 1990, on y voit de plus en plus de plantations de myrtilles (arandanos).
- Bétail : l'élevage prédominants de races créoles de bovins, d'ovins et de caprins est destiné à la consommation locale.
- Industries de transformation : usines sucrières, de métaux, textiles et papier. La ville abrite également une usine de montage d'essieu arrière engins et de boîte de vitesses du constructeur suédois Scania.

- Industries minières : exploitation à petite échelle de sel, mica, argile, boue, gypse, craie et roche.

La province est l'une des plus pauvres d'Argentine. Elle a été fortement atteinte par la crise économique et sociale de 2001, à tel point que des enfants dénutris arrivaient mourants à l’hôpital. La pauvreté infantile se répercute sur plusieurs générations. « Les enfants dénutris de 2001 sont les parents des enfants pauvres d’aujourd’hui, il s’agit de la même pauvreté structurelle », explique une association sociale en 2023, alors que le pays est à nouveau en crise depuis plusieurs années. Le grand Tucuman fait partie des agglomérations les plus touchées : six enfants sur dix sont pauvres.

## Éducation et culture
Le taux d'alphabétisation était en 2018 de 98 % pour la population provinciale. Les principales Institutions Educatives et Culturelles de la province sont :
- L'Université nationale de Tucuman est une des maisons d'enseignement supérieur les plus réputées d'Argentine.. Créée en 1914, c'est la plus grande de la région du Nord Argentin, et une des plus réputées d'Amérique latine. Elle est divisée en treize facultés et cinq écoles et instituts dépendants. Elle attire des étudiants d'autres provinces de la région et même de pays voisins. En 2010, elle comptait 65 555 étudiants dont 3 % étaient étrangers. Elle possède aussi des succursales dans les villes de Aguilares, Alberdi, Monteros, Simoca, San Pedro de Colalao et Famailla[20].
- L'Universidad Tecnológica Nacional possède une faculté dans la province, la Facultad Regional Tucumán (FRT), seul siège situé dans le nord-ouest du pays. La Facultad Regional Tucumán dépend de l' Université Technologique nationale créée en 1954. Elle a pour but de former des ingénieurs et techniciens hautement qualifiés dans les domaines de l'industrie et des services principalement. Dans le sud de la province, on a ouvert une annexe de la FRT à Concepción, laquelle comptait en 2018 plus de 5 000 élèves.
- L'Universidad del Norte Santo Tomás de Aquino fut créée en 1965 comme université privée catholique. Elle a son siège à Tucumán, mais possède aussi des centres universitaires à Concepción et Yerba Buena. Elle est organisée en 5 facultés.
- L' niversidad San Pablo-T est la première « université privée laïque » du nord-ouest argentin et la première université argentine créée au XXIe siècle. Elle est spécialisée en matière de technologíe et de dessin industriel ainsi qu'en questions politiques, juridiques, économiques, culturelles et communicationnelles[21].
- L'Universidad Empresarial Siglo 21, a aussi une filiale dans la capitale provinciale. On peut y étudier des matières en relation avec les sciences économiques et juridiques. Son siège principal se trouve à Córdoba.
- L'Instituto Miguel Lillo, créé par Miguel Lillo, est voué à l'étude scientifique et biologique de la nature, de la biodiversité, des espèces autochtones de la région, ainsi que des espèces exotiques et de leur impact sur la nature ambiante. Elle a son siège dans la ville de Tucumán.

## Tourisme

### Tourisme culturel

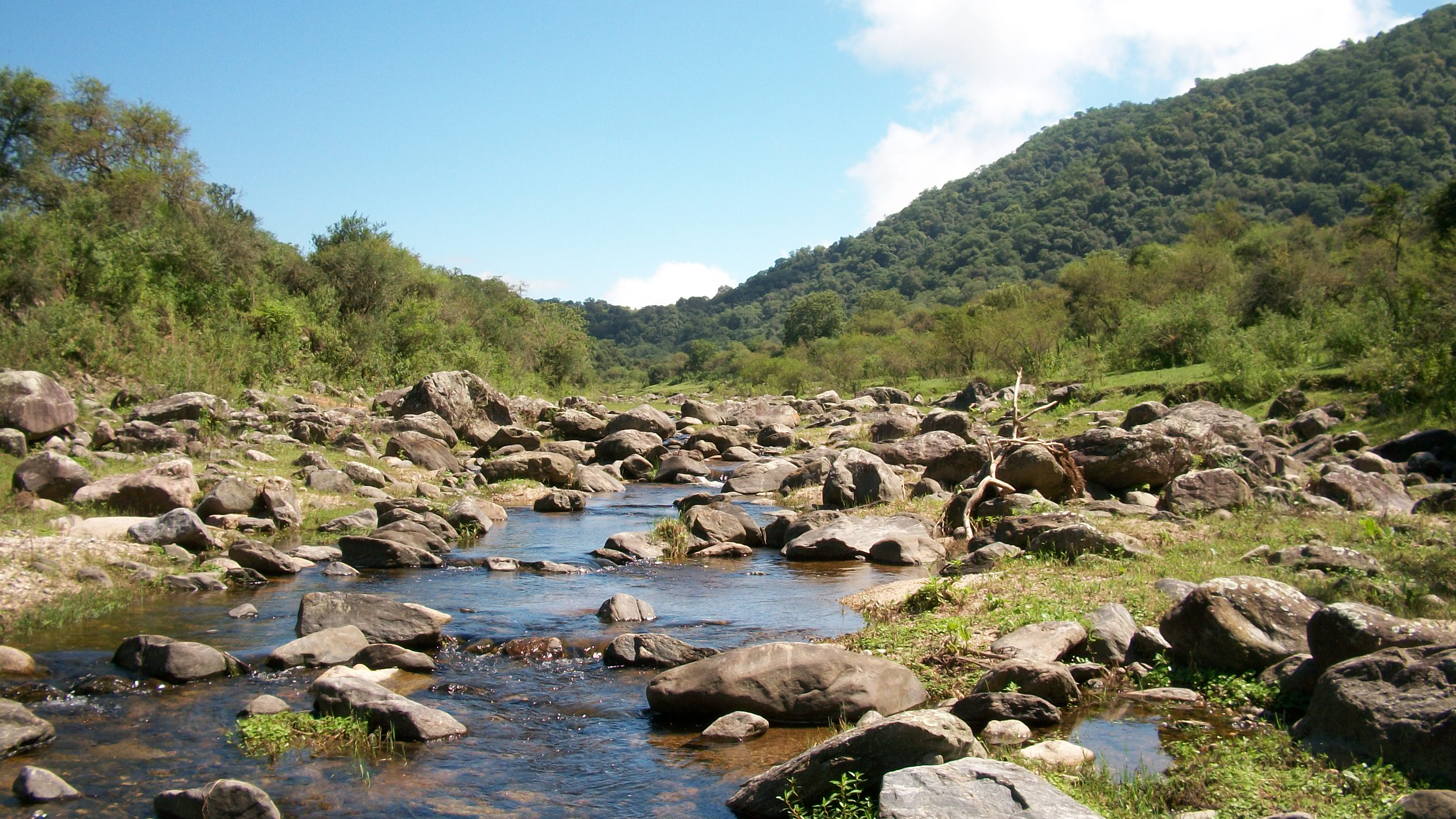
Le río El Potrerillo, dans la localité homonyme, également appelé Río Huacra

- Tucumán est une ville riche en centres d'intérêt culturels, dont la Casa de Gobierno, de style Art nouveau et aux trois coupoles[22]. On peut y admirer plusieurs églises comme la Cathédrale, la Basílica de San Francisco, l'Église San Roque, la Basilique de Santo Domingo, la Basilique de Nuestra Señora de La Merced et l'Église Nuestra Señora de Lourdes. On peut aussi admirer la Casa de la Independencia, le Teatro San Martín et le Correo Central (poste centrale), avec sa tour fortement inspirée des palais de Florence (spécialement du Palazzo Vecchio). De plus, on peut admirer l'ensemble de la Plaza Independencia, l'édifice de la Federación Económica, l'ex-Hôtel Savoy, l'édifice du Jockey Club, la Biblioteca Samiento, le piétonnier Paseo de la Independencia, le Museo de Arte Sacro, le musée Municipal Juan Carlos Iramain, le Museo Provincial de Bellas Artes Timoteo Navarro, la Casa de las cien puertas (maison des cent portes), le Museo Folclórico de San Miguel de Tucumán, le Parque 9 de Julio, la Plaza Alberdi, sans oublier le Funiculaire de Tucumán.
- Concepción
- Famaillá et sa fête nationale de l'empanada
- (es) Estancia Jésuitique de La Banda, sise à 1,5 km. de la localité de Tafí del Valle, également connue comme Museo Jesuítico La Banda, comprend une vaste habitation, une chapelle et un moulin hydraulique. Elle abrite un intéressant musée consacré à la culture préhispanique de Santa María. Historiquement, les jésuites acquirent ces terres où ils organisèrent une vaste estancia qui leur fut octroyée en 1617 [23]. En 1972, las autorités décidèrent de convertir l'estancia en musée[24]. La chapelle fut déclarée en 1978 Monument Historique national[25].
- Ruines de Quilmes
- El Mollar et son Museo Arqueológico Juan Bautista Ambrosetti. Située à 2,141 m d'altitude, la petite ville est au centre d'une zone riche en témoignages archéologique de l'ancienne culture Tafi (de 300 av. J.-C. à 800 et de la culture diaguita (ou culture de Santa María).
- Réserve archéologique Los Menhires, site précolombien se trouvant près de la ville d'El Mollar, à l'ouest de la province, à 103 km de la capitale, San Miguel de Tucumán en suivant la route provinciale No 307, au départ de la route nationale 38 à Acheral. De nombreux menhirs ont été dressés là, il y a plus de 2 000 ans. Le site, laissé longtemps sans surveillance, fut bien sûr largement pillé. Mais certains menhirs ont échappé aux griffes des pillards.
- Amaicha del Valle
- Le Siambón
- San Pedro de Colalao

### Tourisme écologique
- Parc national « Campo de los Alisos »
- Réservoir « El Cadillal »
- Vallée de Tafí et Tafí del Valle
- Quebrada de Los Sosa
- Chaîne de montagnes de l'Aconquija
- La ville de Yerba Buena dans la banlieue ouest de San Miguel de Tucumán présente un intérêt écologique important. On y trouve en effet la réserve expérimentale du Horco Molle, mais aussi le remarquable Parque Percy Hill correspondant à la forêt de piémont des yungas argentines, qui se développe entre 350 et 700 m d'altitude[26].